# Patinage de vitesse sur piste courte aux Jeux olympiques de 2006
Vous lisez un « bon article » labellisé en 2019.
Pour des articles plus généraux, voir Patinage de vitesse sur piste courte aux Jeux olympiques et Jeux olympiques d'hiver de 2006.
Navigation
Salt Lake City 2002 Vancouver 2010
Les épreuves de patinage de vitesse sur piste courte aux Jeux olympiques de 2006 ont lieu du 12 au 25 février 2006 à Turin, en Italie.
Il s'agit de la cinquième édition de la discipline aux Jeux olympiques. Elle accueille 106 participants sur huit épreuves.
Six médailles d'or sont remportées par la Corée du Sud : Jin Sun-yu et Ahn Hyun-soo en rapportent trois chacun. Les deux autres titres, sur 500 mètres, reviennent à l'Américain Apolo Ohno et à la Chinoise Wang Meng. Avec ses trois nouvelles médailles, dont une d'or, et son palmarès de 2002, Ohno égale le record de médailles pour un homme américain aux Jeux d'hiver, tandis qu'Ahn Hyun-soo et Jin Sun-yu deviennent les deux premiers patineurs de vitesse sur piste courte à obtenir l'or trois fois en une seule olympiade.
L'équipe de relais féminine italienne se démarque elle aussi avec une médaille de bronze, la 100e de l'Italie aux Jeux olympiques d'hiver : Arianna Fontana, quinze ans, est la plus jeune médaillée aux Jeux olympiques d'hiver de l'histoire du pays.
Enfin, quatre records olympiques tombent : trois d'affilée au 1 000 mètres masculin jusqu'au record d'Ahn en finale, ainsi qu'un autre pour la Corée du Sud en finale du relais masculin.

## Préparation de l'événement

### Désignation du pays hôte

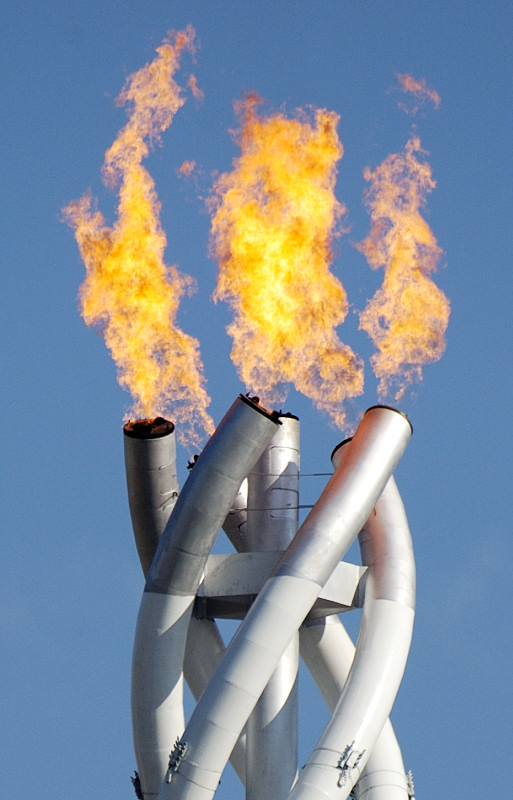
La flamme olympique.

L'élection de la ville hôte des Jeux d'hiver de 2006 est la première élection depuis la révélation du scandale de l'attribution des Jeux à la ville de Salt Lake City pour 2002. Une nouvelle procédure d'élection est mise en place lors de la 108e session du CIO qui se déroule à Lausanne les 17 et 18 mars 1999 en raison du scandale de l'attribution des Jeux olympiques d'hiver de 2002.
Une commission d'évaluation composée de 14 membres présidée par l'ancien skieur alpin japonais Chiharu Igaya est chargée de sélectionner les deux villes finalistes qui sont soumises au vote des membres du CIO. Six villes sont candidates pour accueillir les Jeux : Helsinki en Finlande, Klagenfurt en Autriche, Poprad-Tatry en Slovaquie, Sion en Suisse, Turin en Italie et Zakopane en Pologne. Sion et Turin sont sélectionnées comme finalistes et alors que la cité valaisanne fait figure de favorite, c'est finalement Turin qui est choisie lors de la 109e session du CIO le 19 juin 1999 à Séoul en Corée du Sud.
La victoire turinoise est une surprise : seule une chaîne de télévision privée retransmet en direct le résultat du vote, tandis que la mairie de la ville, convaincue de l'échec, n'a prévu aucune festivité.
Turin devient ainsi la deuxième ville italienne à organiser les Jeux d'hiver après Cortina d'Ampezzo en 1956. Avec une population de plus de 900 000 habitants, elle est l'une des plus grandes choisies pour accueillir les Jeux d'hiver.

### Lieu de la compétition

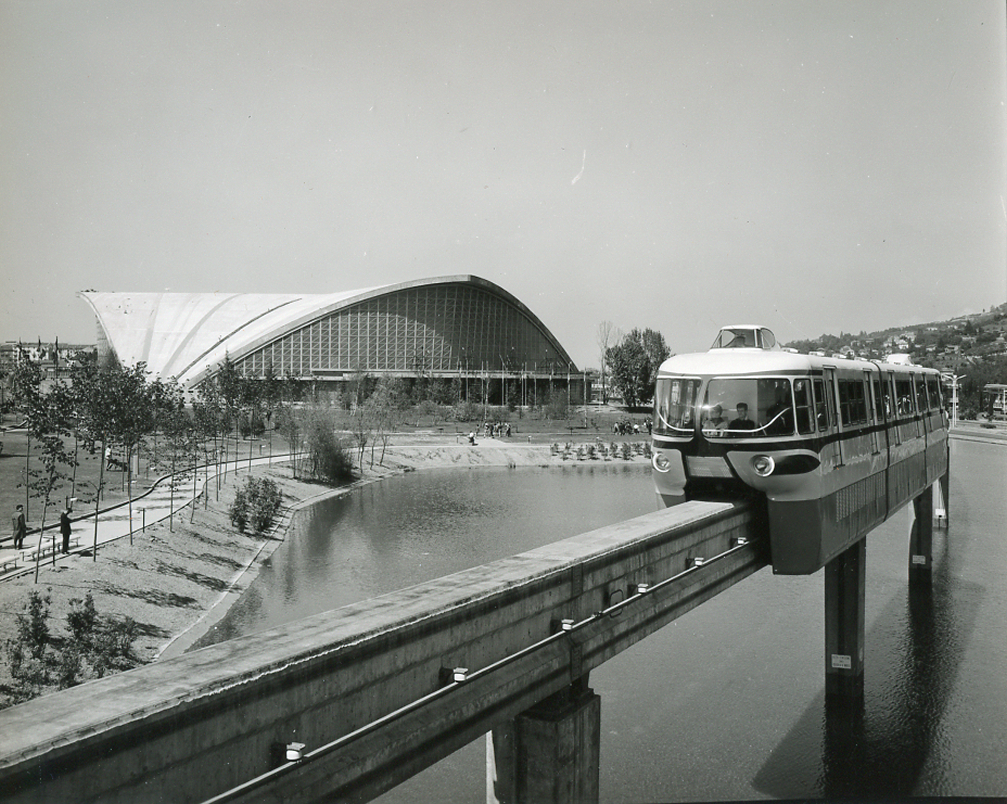
La Palavela à sa construction en 1961.

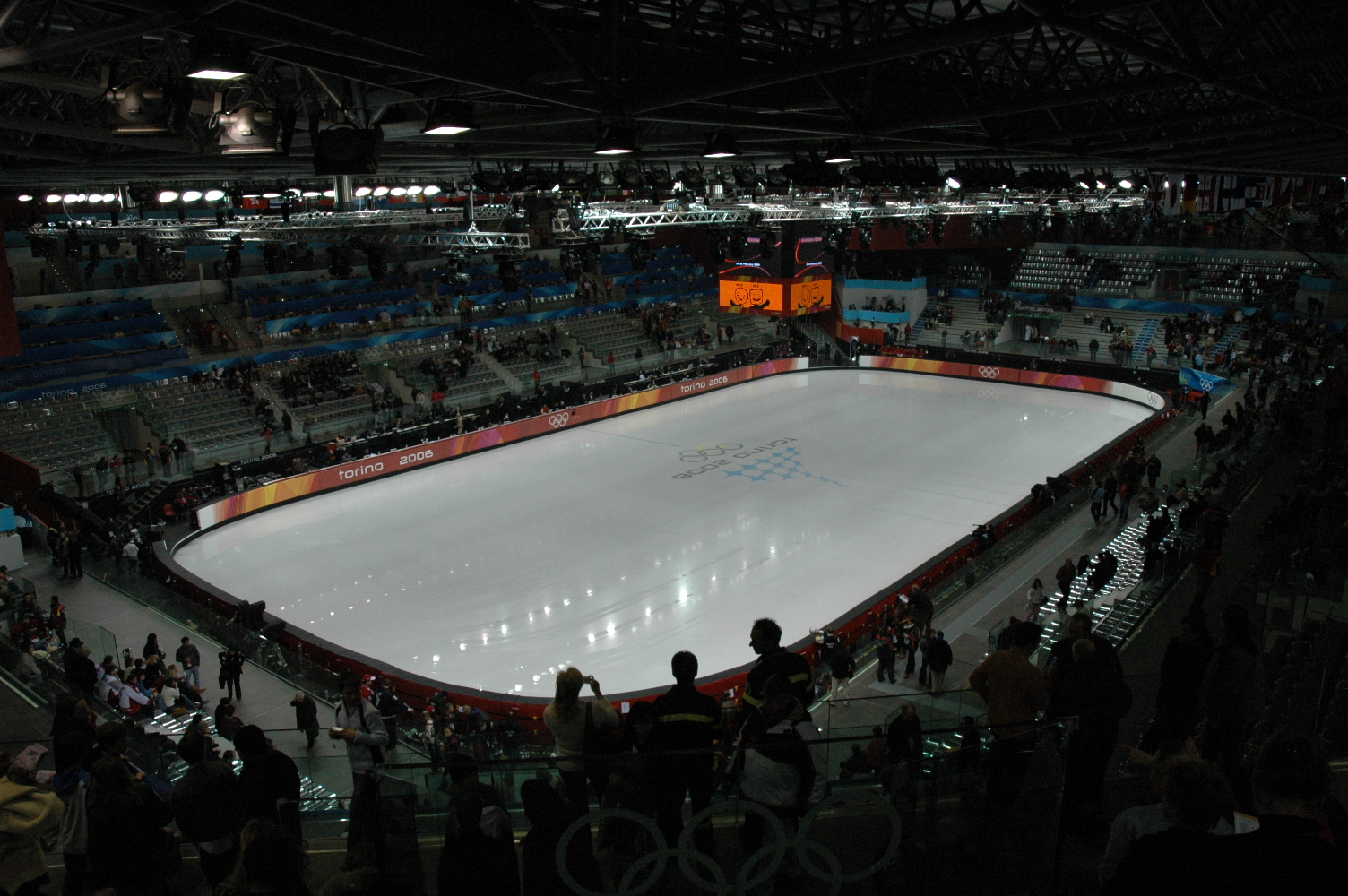
La patinoire pendant les Jeux olympiques de 2006.

La Palavela est l'unique bâtiment utilisé pour les compétitions sportives qui n'ait pas été construit pour l'occasion. Il est en effet construit pour Italia '61, un événement commémorant le centenaire de l'Italie unifiée. À l'époque, il s'appelle le Palazzo delle Mostre (palais des expositions), mais sa forme particulière lui vaut rapidement le nom de Palazzo a vela (palais à voile), lui-même raccourci en Palavela. Le palais est conçu par Nicolas Esquillan, qui a fait construire le Centre des nouvelles industries et technologies sur le même modèle.
Utilisé d'abord pour des événements, il abrite le musée historique de l'aéronautique militaire de 1961 à 1974 puis accueille des expositions. Dans les années 1980, la ville y organise des premières rencontres sportives. En 2003, les travaux de réhabilitation du palais commencent : sans changer l'extérieur du bâtiment, l'intérieur est refait pour abriter une patinoire où seront organisées les épreuves de short-track et de patinage artistique aux Jeux olympiques de 2006, sous la direction de l'architecte Gae Aulenti et de l'ingénieur Aurelio de Bernardi. Ces deux concepteurs font ajouter une deuxième patinoire dans une annexe construite pour l'occasion, qui sert pendant les Jeux de patinoire d'entraînement pour les sportifs olympiques.
Pour l'équipe technique canadienne, la glace n'est pas parfaite, un peu épaisse, mais n'abîme pas les lames, un atout non négligeable. Les organisateurs choisissent une épaisseur de glace à mi-chemin entre les besoins du patinage artistique et ceux du short-track, avec 4,5 cm d'épaisseur pour l'ensemble des épreuves. Enfin, l'avantage principal de la Palavela de Turin est que la glace est exactement de même nature sur la patinoire d'entraînement et celle de compétition. La glace turinoise est gérée par Dennis Allen et doit être plus froide et lisse que celle des autres disciplines. Avec l'alternance des épreuves de patinage artistique et de short-track, la glace doit donc constamment être modifiée. Il s'agit des premiers Jeux olympiques où la patinoire remplace ses barrières par des matelas épais sans élément en dur plutôt que d'attacher des matelas aux barrières. Le nouveau système assure plus de sécurité et moins de risques de blessures aux patineurs, mais la patinoire perd 20 centimètres de largeur sur l'ensemble de sa circonférence : cette déviation des dimensions olympiques d'une patinoire est acceptée par l'Union internationale du patinage.

### Officiels
- Chang Myong-hi, référent technique
- Gyorgy Martos, référent technique
- David Cox, starter
- Franco Riedi, starter
- Christel Petzschke, competitor steward
- Brett Throssel, assistant competitor steward
- David Wright Mitchell, médecin en chef
- Michel Verreault, juge-arbitre des épreuves féminines
- Pasquale Lorusso, juge assistant des épreuves féminines
- Greta Hall, juge assistante des épreuves féminines
- Weihua Bian, juge assistant des épreuves féminines
- Per-Olof Pehrsson, juge assistant des épreuves féminines
- Charles Veldhoven, juge-arbitre des épreuves masculines
- Gérard Matusalem, juge assistant des épreuves masculines
- Naomi Iwashima, juge assistant des épreuves masculines
- Pyun Hae-gang, juge assistant des épreuves masculines
- Janos Hernadi, juge assistant des épreuves masculines[11],[12]

## Participants

### Qualifications
Le nombre d'athlètes qualifiés par pays est défini lors des épreuves de Coupe du monde de Bormio (Italie) et La Haye (Pays-Bas) en novembre 2005. Pour chaque épreuve individuelle, une nation obtient trois places si trois de ses athlètes terminent parmi les huit premiers, deux si deux d'entre eux terminent parmi les 32 premiers et une si un athlète se place parmi les 32 premiers (au classement général prenant en compte les deux épreuves). Pour le relais, les huit meilleures équipes sont qualifiées. Les pays peuvent ensuite sélectionner librement leurs athlètes pour les Jeux.

### Nombre de participants par pays
|                    | 500 mètres F | 1 000 mètres F | 1 500 mètres F | Relais F | Total F | 500 mètres H | 1 000 mètres H | 1 500 mètres H | Relais H | Total H | Total |
| ------------------ | ------------ | -------------- | -------------- | -------- | ------- | ------------ | -------------- | -------------- | -------- | ------- | ----- |
| Allemagne          | 2            | 2              | 2              | 5        | 5       | 2            | 2              | 2              | 5        | 5       | 10    |
| Australie          |              | 1              | 1              |          | 1       | 1            | 1              | 1              | 5        | 5       | 6     |
| Belgique           |              |                |                |          |         | 2            | 1              | 2              |          | 2       | 2     |
| Biélorussie        | 1            | 1              | 1              |          | 1       |              |                |                |          |         | 1     |
| Bulgarie           | 1            | 1              | 1              |          | 1       |              |                |                |          |         | 1     |
| Canada             | 3            | 1              | 2              | 5        | 5       | 2            | 2              | 2              | 5        | 5       | 10    |
| Chine              | 2            | 2              | 3              | 5        | 5       | 2            | 2              | 2              | 5        | 5       | 10    |
| Corée du Nord      | 2            | 1              |                |          | 2       |              |                |                |          |         | 2     |
| Corée du Sud       | 2            | 2              | 2              | 5        | 5       | 3            | 2              | 2              | 5        | 5       | 10    |
| États-Unis         | 2            | 2              | 2              | 5        | 5       | 2            | 2              | 2              | 5        | 5       | 10    |
| France             | 1            | 2              | 2              | 5        | 5       |              | 2              | 2              |          | 2       | 7     |
| Grande-Bretagne    | 2            | 1              | 1              |          | 2       | 2            | 2              | 1              |          | 2       | 4     |
| Hong Kong          | 1            | 1              | 1              |          | 1       |              |                |                |          |         | 1     |
| Hongrie            | 2            | 2              | 2              |          | 2       | 1            | 1              | 2              |          | 2       | 4     |
| Italie             | 2            | 2              | 2              | 5        | 5       | 2            | 2              | 2              | 5        | 5       | 10    |
| Japon              | 2            | 2              | 2              | 5        | 5       | 2            | 1              | 2              | 5        | 5       | 10    |
| Lettonie           |              | 1              | 1              |          | 1       |              |                |                |          |         | 1     |
| Pays-Bas           | 1            | 1              | 1              |          | 1       | 1            | 1              | 2              | 2        | 2       | 3     |
| Pologne            |              |                |                |          |         | 1            | 1              | 1              |          | 1       | 1     |
| République tchèque | 1            | 1              | 1              |          | 1       |              |                |                |          |         | 1     |
| Roumanie           | 1            | 1              | 1              |          | 1       |              |                |                |          |         | 1     |
| Russie             |              | 1              | 1              |          | 1       | 2            | 2              | 2              |          | 2       | 3     |
| Slovaquie          |              |                |                |          |         | 1            | 1              | 1              |          | 1       | 1     |
| Ukraine            |              |                |                |          |         | 1            | 1              |                |          | 1       | 1     |

Simon van Vossel, patineur belge, est victime d'un accident de la route et se fracture le bassin lors d'une compétition au Canada en novembre 2002, qui marque la fin de sa carrière sportive.
Choi Min-kyung, médaillée d'or au relais aux Jeux olympiques de 1998 et 2002 pour la Corée du Sud, est naturalisée française et intègre l'équipe nationale française pour les Jeux de 2006. Thibaut Fauconnet, quant à lui, est classé meilleur patineur français, mais la fédération nationale lui préfère Jean-Charles Mattei et Maxime Châtaignier, une décision confirmée malgré sa demande en appel auprès du tribunal administratif de Dijon.

## Déroulement de la compétition

### Programme
|                                      |                                      | 10 | 11 | 12 | 13 | 14 | 15 | 16 | 17 | 18 | 19 | 20 | 21 | 22 | 23 | 24 | 25 | 26 |
| Février 2006                         |                                      |    |    |    |    |    |    |    |    |    |    |    |    |    |    |    |    |    |
| Cérémonies d'ouverture et de clôture | Cérémonies d'ouverture et de clôture | •  |    |    |    |    |    |    |    |    |    |    |    |    |    |    |    | •  |
|                                      |                                      |    |    |    |    |    |    |    |    |    |    |    |    |    |    |    |    |    |
| Hommes                               |                                      |    |    |    |    |    |    |    |    |    |    |    |    |    |    |    |    |    |
| 500 m                                |                                      |    |    |    |    |    |    |    |    |    |    |    | o  |    |    | o  |    |    |
| 1 000 m                              |                                      |    |    |    |    | o  |    |    | o  |    |    |    |    |    |    |    |    |    |
| 1 500 m                              |                                      |    | o  |    |    |    |    |    |    |    |    |    |    |    |    |    |    |    |
| Relais 5 000 m                       |                                      |    |    |    |    | o  |    |    |    |    |    |    |    |    |    | o  |    |    |
|                                      |                                      |    |    |    |    |    |    |    |    |    |    |    |    |    |    |    |    |    |
| Femmes                               |                                      |    |    |    |    |    |    |    |    |    |    |    |    |    |    |    |    |    |
| 500 m                                |                                      |    | o  |    |    | o  |    |    |    |    |    |    |    |    |    |    |    |    |
| 1 000 m                              |                                      |    |    |    |    |    |    |    |    |    |    |    | o  |    |    | o  |    |    |
| 1 500 m                              |                                      |    |    |    |    |    |    |    | o  |    |    |    |    |    |    |    |    |    |
| Relais 3 000 m                       |                                      |    | o  |    |    |    |    |    |    |    |    |    | o  |    |    |    |    |    |
|                                      |                                      |    |    |    |    |    |    |    |    |    |    |    |    |    |    |    |    |    |

### Cérémonie d'ouverture
Les porteuses de drapeau patineuses de vitesse sur piste courte sont Yang Yang (A) pour la Chine, Han Yueshuang pour Hong Kong, et Rózsa Darázs pour la Hongrie.

### Compétition féminine

#### 500 mètres

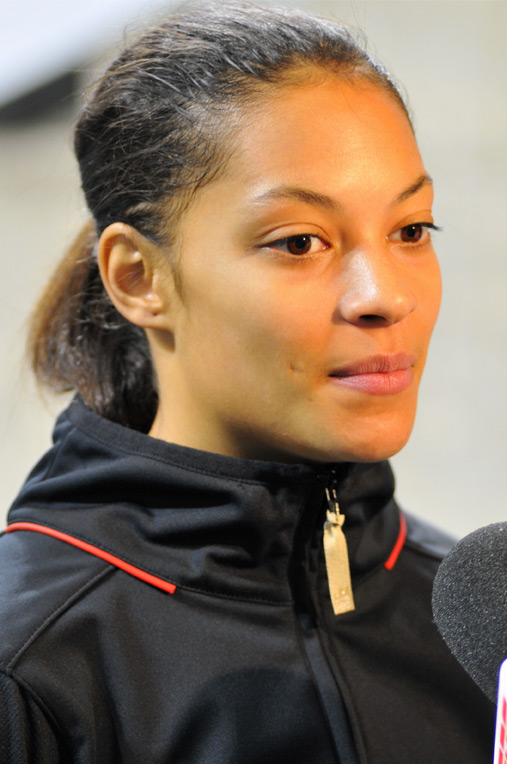
Kalyna Roberge, patineuse canadienne, arrive quatrième du classement.

Le record du monde du 500 mètres est alors détenu par Evgenia Radanova depuis 2001 avec un temps de 43 s 671. Dans la première course, Wang Meng se qualifie devant l'Italienne Marta Capurso, éliminant Joanna Williams de la compétition. Viennent ensuite Alanna Kraus et Kang Yun-mi, puis Evgenia Radanova, Bulgare qui s'entraîne en Italie depuis les Jeux olympiques précédents, et Katerina Novotna, de la République tchèque. Dans la course suivante, Stéphanie Bouvier est disqualifiée pour avoir fait tomber l'Allemande Aika Klein, laissant donc Anouk Leblanc-Boucher et Kim Hyo-jung se qualifier pour les quarts de finale. La course suivante voit la chute de Rozsa Darazs et la victoire de Fu Tianyu, de Chine, devant Yuka Kamino qui représente le Japon. Dans la sixième course, Allison Baver passe au tour suivant avec Erika Huszar. L'avant-dernière course voit la qualification de Kalyna Roberge et Arianna Fontana. Enfin, la Nord-coréenne Ri Hyang-mi est disqualifiée et la Sud-coréenne Jin Sun-yu passe en quarts de finale avec Sarah Lindsay.
Dans le premier quart de finale, Fu Tianyu remporte la course devant Anouk Leblanc-Boucher. Arianna Fontana, qui franchit la ligne d'arrivée un dixième de seconde plus tard, ne passe pas en demi-finales. Dans la deuxième course, un carambolage emporte Kang Yun-mi, Sarah Lindsay et Allison Baver : Wang Meng arrive seule en tête de course. Kang Yun-mi est disqualifiée pour faute, tandis qu'Allison Baver passe la ligne d'arrivée en deuxième position. Sarah Lindsay, bien que troisième, est avancée par les juges en raison de la faute de Kang. Dans la course suivante, Evgenia Radanova se qualifie aisément devant Marta Capurso. Enfin, Katerina Novotna remporte sa manche devant la Canadienne Kalyna Roberge.
La première demi-finale est courue à cinq : les deux premières passent en finale A, les deux suivantes en finale B, et la dernière est éliminée de la compétition. La finale A revient à Fu Tianyu et Anouk Leblanc-boucher, arrivées devant Allison Baver et Katerina Novotna. Sarah Lindsay, cinquième et arrivée près d'une seconde après Fu Tianyu, est éliminée de la compétition. Wang Meng remporte la deuxième demi-finale devant Evgenia Radanova alors que Kalyna Roberge et Marta Capurso passent en finale B.
En finale B, Katerina Novotna et Allison Baver sont victimes d'une chute et arrivent respectivement 7e et 8e de la compétition. Kalyna Roberge remporte sa course, suivie par Marta Capurso. En finale A, Fu Tianyu est disqualifiée pour faute . Le podium revient, dans l'ordre, à Wang Meng, Evgenia Radanova, et Anouk Leblanc-Boucher. Wang, la favorite avec uniquement des victoires au 500 m en Coupe du monde sur cette saison, bat de très peu sa rivale Evgenia Radanova,. Avec la disqualification, Kalyna Roberge prend la quatrième place du classement général. Le comité olympique canadien fait une réclamation auprès des juges, affirmant qu'Evgenia Radanova a franchi la ligne d'arrivée avec le pied en l'air, ce qui est interdit par le règlement du sport. Kalyna Roberge demande au comité d'abandonner cet appel, affirmant qu'elle refuse de recevoir une médaille pour une finale qu'elle n'a pas courue. L'appel est maintenu mais rejeté par les juges. Pendant son tour d'honneur, Wang Meng s'accroche une lame dans le drapeau chinois qu'elle porte et tombe sur la glace, sans se faire mal.

#### 1 000 mètres

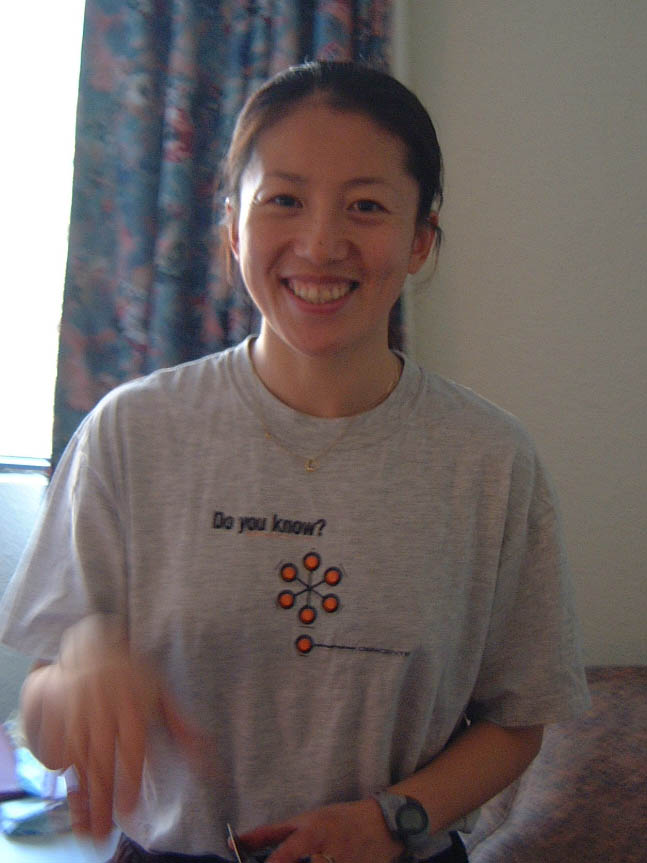
Yang Yang obtient une médaille de bronze au 1000 mètres, complétant son palmarès de 1998 et 2002.

Dans la première série éliminatoire du 1 000 mètres féminin, Tania Vicent remporte la course devant la Japonaise Mika Ozawa. Yang Yang (A) et Tatiana Borodulina sont les prochaines à se qualifier pour le quart de finale. Dans la troisième course, l'Allemande Aika Klein est disqualifiée pour faute : Kim Hyo-jung et Erika Huszar passent au tour suivant. Evgenia Radanova remporte la quatrième course devant Choi Min-kyung, naturalisée française depuis les derniers Jeux olympiques. La course suivante voit la victoire de Jin Sun-yu devant Arianna Fontana. Dans la sixième course, Marta Capurso est disqualifiée pour faute : Yvonne Kunze, gênée, est avancée au tour suivant alors que Choi Eun-kyung s'assure une place en quart de finale devant l'Australienne Emily Rosemond. Wang Meng se qualifie ensuite devant Liesbeth Mau Asam, unique représentante des Pays-Bas dans la discipline, puis la Canadienne Amanda Overland et l'Américaine Kimberly Derrick prennent les deux dernières places en quart de finale.
Chaque quart de finale de la distance voit une disqualification. Dans le premier, c'est la Russe Tatiana Borodulina, qui a gêné Emily Rosemond. Cependant, cette dernière n'a pas le niveau des deux premières de la course et les juges décident de ne pas l'avancer. Ce sont donc Jin Sun-yu et Wang Meng qui passent en demi-finale. Dans la deuxième course, Kimberly Derrick est disqualifiée pour faute alors que Choi Eun-kyung et Amanda Overland s'assurent une place en demi-finale. C'est ensuite au tour d'Evgenia Radanova de faire tomber Yang Yang et d'être sanctionnée : Yang Yang est avancée en demi-finale aux côtés d'Arianna Fontana et Yvonne Kunze. C'est enfin au tour de Choi Min-kyung de gêner Tania Vincent et d'être disqualifiée pour faute. Tania Vicent est à son tour avancée en demi-finale, avec Kim Hyo-jung et Mika Ozawa.
Dans la première demi-finale, Kim Hyo-jung tombe d'elle-même : aucune de ses concurrentes n'est disqualifiée pour faute et elle ne peut donc pas être avancée. Elle est donc éliminée de la distance. Wang Meng et Choi Eun-kyung passent en finale A, Tania Vicent et Yvonne Kunze en finale B. Au cours de la deuxième demi-finale, Jin Sun-yu arrache la première place devant Yang Yang, tandis qu'Amanda Overland et Arianna Fontana passent en finale B. Mika Ozawa, dernière, est éliminée.
Jin Sun-yu remporte la finale A du 1 000 mètres devant Wang Meng. Elles sont suivies, pour le bronze, par Yang Yang. Choi Eun-kyung est, quant à elle, disqualifiée. La quatrième place revient donc à la gagnante de la finale B, Tania Vicent. Viennent enfin Amanda Overland, Arianna Fontana et Yvonne Kunze.

#### 1 500 mètres

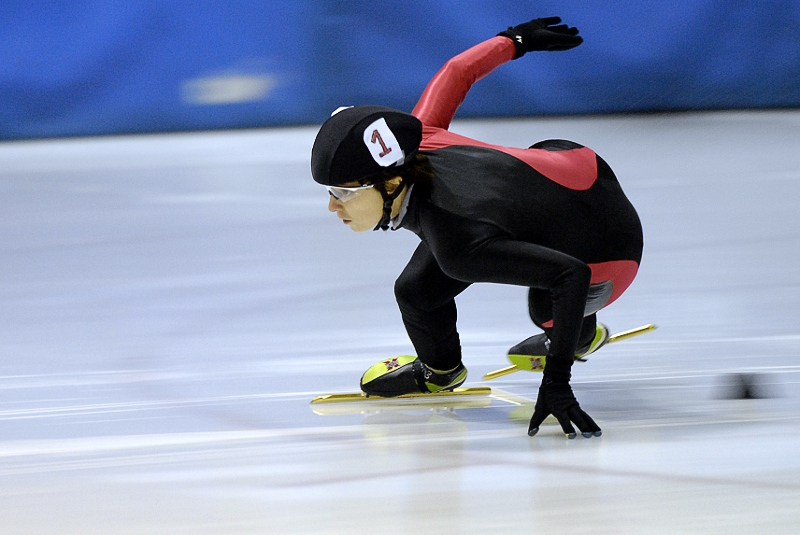
La Française Stéphanie Bouvier est éliminée pour faute en demi-finale.

Wang Meng est à nouveau la première à courir sur le 1 500 mètres : elle se qualifie pour la demi-finale avec la Coréenne Byun Chun-sa et l'Italienne Katia Zini. Allison Baver suit, devant Amanda Overland et Liesbeth Mau Asam, éliminant Ikue Teshigawara. Dans la troisième course, Yang Yang s'assure une place devant Choi Eun-kyung et Yuka Kamino, puis Evgenia Radanova passe devant Kim Hyo-jung et Tatiana Borodulina. L'avant-dernière course voit la qualification de Jin Sun-yu, Marta Capurso et Katerina Novotna. Stéphanie Bouvier, enfin, remporte sa série devant Erika Huszar et Sarah Lindsay. Aucune chute ni disqualification n'est à déplorer dans l'ensemble de ces séries éliminatoires.
Dans la première demi-finale, Stéphanie Bouvier est disqualifiée pour une faute sur Tatiana Borodulina, avancée en finale A malgré sa cinquième place. Son entraîneur Sébastien Cros demande aux juges de revoir la vidéo, affirmant comme la patineuse que Borodulina a commis la faute éliminatoire, mais les juges refusent et aucun renvoi en appel n'est fait. Jin Sun-yu remporte la course près d'une seconde devant Erika Huszar, tandis que Kim Hyo-jung et Yuka Kamino passent en finale B. La deuxième demi-finale se déroule sans faute ni chute : Choi Eun-Kyung passe en finale avec Amanda Overland, Yang Yang et Katia Zini se qualifent pour la finale B. Enfin, dans la troisième demi-finale, Byun Chun-sa et Wang Meng passent en finale A, Evgenia Radanova et Marta Capurso en finale B.
La finale A voit la disqualification de Byun Chun-sa et de Tatiana Borodulina, ne laissant que cinq compétitrices avec un classement officiel sur la distance. Jin Sun-yu remporte la course une demi-seconde devant sa compatriote Choi Eun-kyung. Wang Meng prend le bronze puis Erika Huszar obtient la quatrième place, loin devant la Canadienne Amanda Overland.

#### Relais

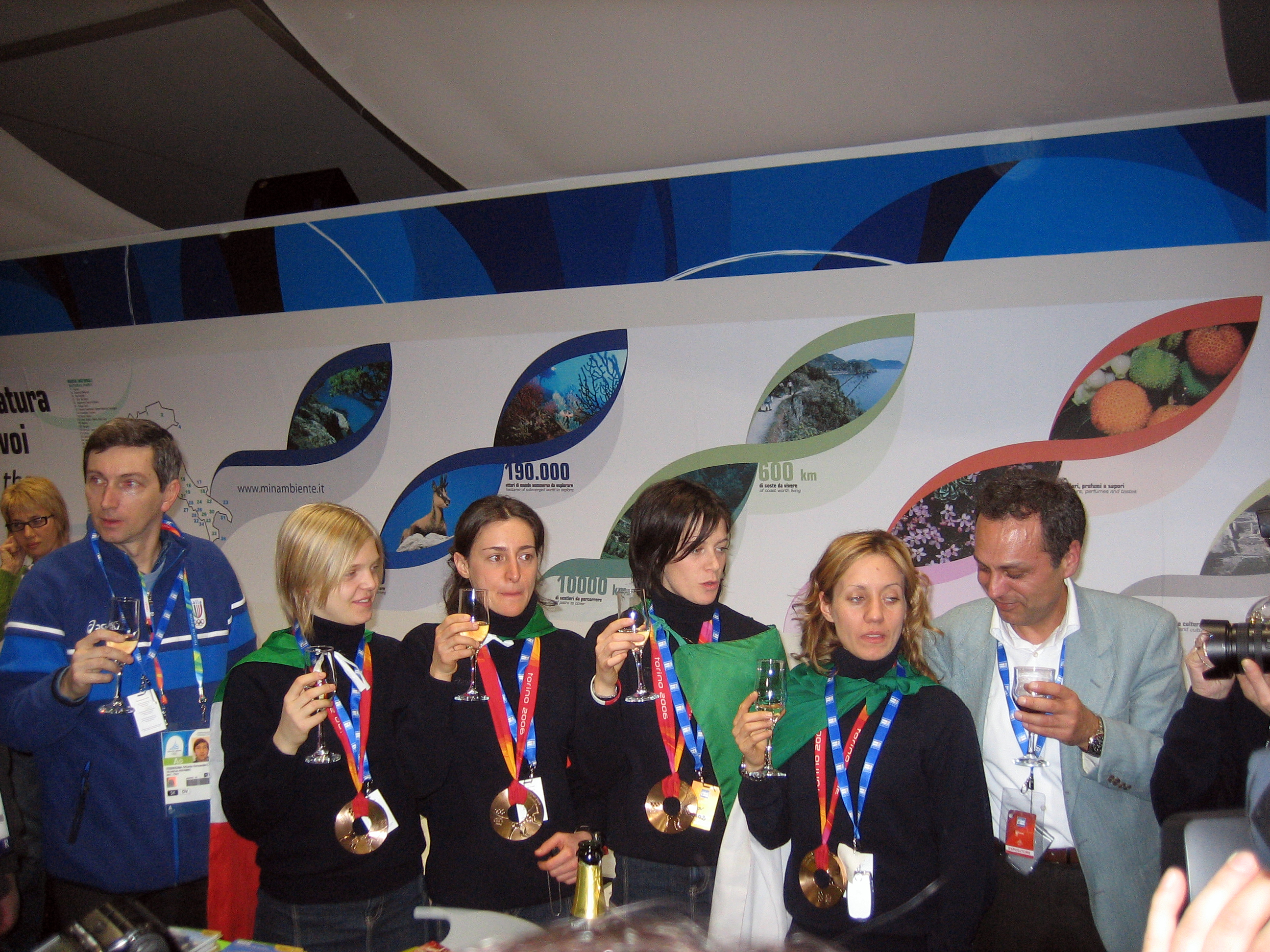
Les quatre patineuses italiennes médaillées de bronze au relais : de gauche à droite, Arianna Fontana, Katia Zini, Mara Zini, Marta Capurso.

Huit équipes disputent le relais féminin du 3 000 mètres. Dans la première demi-finale, la Chine (Cheng Xiaolei, Fu Tianyu, Wang Meng, Yang Yang) l'emporte sur le Canada (Alanna Kraus, Amanda Overland, Kalyna Roberge et Tania Vicent). Elles éliminent les Américaines et les Japonaises. Dans la deuxième course, les patineuses de Corée du Sud (Byun Chun-sa, Choi Eun-kyung, Jin Sun-yu, Kang Yun-mi) dépassent d'une pleine seconde les Italiennes (Arianna Fontana, Katia Zini, Mara Zini et Marta Capurso). Les Françaises arrivent troisième et les Allemandes quatrièmes.
La finale se court donc entre la Chine, le Canada, la Corée du Sud et l'Italie. Les Chinoises commencent premières et sont dépassées par les Sud-coréennes après onze tours de piste. Au vingt-deuxième tour, elles reprennent la première place, mais elles sont dépassées à nouveau deux tours plus tard, à trois tours de l'arrivée. Avec la Corée du Sud en tête de course, les Canadiennes dépassent les Chinoises dans le dernier tour. L'équipe de Chine, dont la représentante Wang Meng franchit la ligne d'arrivée en troisième position, est alors disqualifiée pour avoir gêné la Canadienne Kalyna Roberge, offrant la troisième place aux Italiennes. L'or revient aux Coréennes et l'argent aux patineuses canadiennes. La Corée du Sud reste donc le seul pays à avoir remporté l'or au relais féminin avec sa quatrième victoire d'affilée.

### Compétition masculine

#### 500 mètres

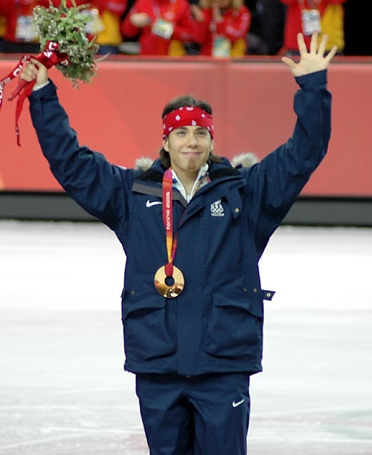
L'Américain Apolo Anton Ohno gagne une médaille d'or et une médaille de bronze à Turin.

Pour le 500 mètres, sept séries éliminatoires de trois ou quatre patineurs sont disputées et les deux meilleurs de chaque manche ainsi que les deux meilleurs troisièmes sont qualifiés pour les quarts de finale. La première série voit la victoire du Coréen Ahn Hyun-soo devant le Polonais Dariusz Kulesza. L'Allemand Tyson Heung, troisième et dernier de sa course, est éliminé. Dans la deuxième course, Eric Bédard, médaillé en 2002, se qualifie devant le Britannique Jon Eley. Wim de Deyne, qui représente la Belgique, est le prochain à se qualifier, devant Arian Nachbar. Le Coréen Seo Ho-jin est disqualifié et Cees Juffermans, troisième derrière Satoru Terao et François-Louis Tremblay, est qualifié au temps. Dans la cinquième course, Anthony Lobello est victime d'une chute alors que Li Jiajun et Péter Darázs passent en quarts de finale. L'Italien Nicola Rodigari, troisième de la sixième course derrière Lee Ho-suk et Li Haonan, est également qualifié au temps. Enfin viennent Apolo Ohno et Roberto Serra, qui patine à domicile.
Dans le premier quart de finale, Ahn Hyun-soo se qualifie à nouveau, devant le Japonais Satoru Terao cette fois. Une double chute gâche la course de Lee Ho-suk et Péter Darázs, tandis que Li Jiajun et Nicola Rodigari, seuls restés debout, passent très aisément en demi-finale, près d'une seconde plus lentement que dans les autres courses. La troisième course voit la disqualification de Li Haonan et la qualification d'Eric Bédard et Jon Eley, dans le même ordre qu'au tour précédent. Enfin, dans la dernière course, Dariusz Kulesza fait une faute éliminatoire tandis qu'Apolo Ohno se qualifie devant François-Louis Tremblay.
La première demi-finale établit que la finale A sera courue à cinq plutôt qu'à quatre : en effet, en raison d'une faute de Li Jiajun, Jon Eley s'assure une place en finale. François-Louis Tremblay est arrivé premier et qualifié, tandis que Ohno, troisième, passe en finale avec la disqualification de Li. Ahn Hyun-soo remporte la deuxième demi-finale devant Eric Bédard ; les deux derniers Satoru Terao et Nicola Rodigari sont envoyés courir la finale B à deux.
Les finales sont dénuées de toute chute ou disqualification. La finale A voit la victoire de l'Américain Apolo Ohno devant François-Louis Tremblay, avec Ahn Hyun-soo en troisième position. Eric Bédard et Jon Eley complètent le classement sans place sur le podium.

#### 1 000 mètres

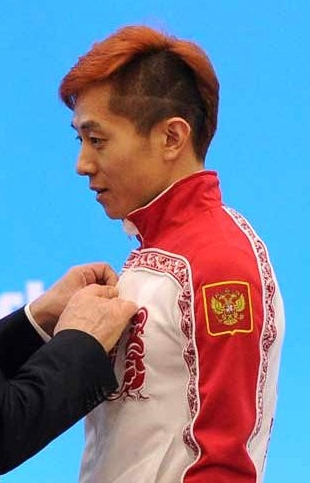
Ahn Hyun-soo en 2014, après sa naturalisation russe.

Li Ye annonce la couleur de l'événement dès la première série éliminatoire de la distance, arrivant en tête de course avec un nouveau record olympique à 1 min 27 s 048, un dixième de seconde devant l'Italien Nicola Rodigari. François-Louis Tremblay et Satoru Terao, finalistes du 500 mètres, se qualifient ensuite en quart de finale. La course suivante se fait à trois et les trois coureurs passent au tour suivant : Ahn Hyun-soo, Rusty Smith et Péter Darázs qui est le meilleur troisième. Les prochains sont Lee Ho-suk et Matúš Užák. Le Français Maxime Châtaignier est ensuite disqualifié pour faute, ce qui vaut l'avancement de Sebastian Praus, avec Eric Bédard et Dariusz Kulesza. La course suivante se démarque par son résultat encore inédit. Les quatre coureurs sont qualifiés : derrière Li Jiajun et Fabio Carta, Pieter Gysel et Arian Nachbar ont exactement le même temps et sont les deux qualifiés en tant que meilleurs troisièmes après Péter Darázs. La dernière course, quoique moins inédite, voit encore la disqualification de Niels Kerstholt et l'avancement de Mikhaïl Rajine, de Russie, alors qu'Ohno et Vladimir Grigorev passent au tour suivant.
Avec ces avancements décidés par les juges et les temps, les quarts de finale sont surpeuplés : plutôt que les quatre compétiteurs par course habituels, chaque course sauf une se fait à cinq. Dans la première course, Matus Uzak est disqualifié tandis que Rusty Smith bat à nouveau le record olympique de près d'un demi-dixième de seconde avec un temps de 1 min 27 s 00, passant en demi-finale devant Li Ye. Ahn Hyun-soo remporte le deuxième quart de finale devant Apolo Ohno, les deux favoris de la compétition éliminant Praus et Kulesza. Li Jiajun et Pieter Gysel passent ensuite, profitant de la disqualification de François-Louis Tremblay. C'est enfin au tour de Lee Ho-suk de l'emporter face à Eric Bédard, laissant Carta, Nachbar et Grygoriev sur le carreau.
Chacune des deux demi-finales voit passer une disqualification. La première est celle du Belge Pieter Gysel, qui a fait tomber Li Ye, lui-même avancé par les juges en finale. Lee Ho-suk se qualifie devant Rusty Smith un peu plus lentement que dans la deuxième course. Dans cette deuxième course, Ahn Hyun-soo bat à nouveau Apolo Ohno ; Eric Bédard est disqualifié pour faute, mais Li Jiajun passe en finale B, seul.
Les finales à un seul coureur n'étant pas disputées, il n'y a qu'une finale A pour cette distance. Elle se termine sur un nouveau record olympique en 1 min 26 s 739, par Ahn Hyun-soo, qui arrache l'or de trois centièmes de seconde à son compatriote Lee Ho-suk. Apolo Ohno prend le bronze, tandis que son propre compatriote Rusty Smith arrive quatrième et que Li Ye, seul représentant de son pays en l'absence de Li Jiajun, termine cinquième.

#### 1 500 mètres

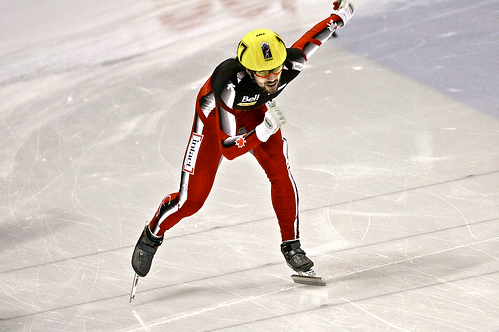
Charles Hamelin arrive quatrième de la distance.

Le 1 500 mètres consiste en six séries éliminatoires dont les trois premiers vont en demi-finale, puis trois demi-finales dont les deux premiers se qualifient pour la finale et les deux suivants pour la finale B. Mathieu Turcotte est le premier à se qualifier devant Pieter Gysel et Jon Eley. Dans la deuxième course, Wim de Deyne est disqualifié ; Lee Ho-suk, Satoru Terao et Vyacheslav Kurginyan passent en demi-finale. Li Ye est le suivant, devant Cees Juffermans et Fabio Carta, puis c'est au tour d'Ahn Hyun-soo, Nicola Rodigari et Péter Darázs. Dans l'avant-dernière course, Charles Hamelin se qualifie devant Li Jiajun et Alex Izykowski, avec une chute de Jean-Charles Mattei. Enfin viennent Apolo Ohno, Niels Kerstholt et le Hongrois Viktor Knoch, alors que Matus Uzak est disqualifié pour faute.
Dans la première demi-finale, Charles Hamelin gagne devant Lee Ho-suk et les deux patineurs s'assurent une place en finale A, tandis que Niels Kerstholt et Satoru Terao passent en finale B. Viennent ensuite Ahn Hyun-soo et Li Jiajun, devant Mathieu Turcotte et Péter Darázs. La troisième course voit la disqualification de Pieter Gysel, qui a fait tomber Cees Juffermans. Ce dernier ne termine pas la course. Restent donc Li Ye et Viktor Knoch, qui passent en finale A, et Fabio Carta et Apolo Ohno, envoyés en finale B.
Dans la finale, Li Ye est disqualifié pour faute. Ahn Hyun-soo remporte la distance devant Lee Ho-suk et Li Jiajun ; viennent ensuite Charles Hamelin et Viktor Knoch.

#### Relais
Huit équipes masculines disputent le relais du 5 000 mètres. Dans la première demi-finale, les Canadiens (Eric Bédard, Jonathan Guilmette, Charles Hamelin et François-Louis Tremblay) l'emportent sur les Coréens (Ahn Hyun-soo, Lee Ho-suk, Oh Se-jong et Seo Ho-jin). Les Allemands et les Australiens finissent la course à la traîne et partent en finale B. La deuxième course voit la victoire des Américains (Alex Izykowski, John Paul Kepka, Apolo Ohno et Rusty Smith) sur les Chinois (Li Haonan, Li Jiajun, Li Ye et Sui Baoku). Les Italiens et les Japonais chutent ensemble : les Japonais, considérés coupables de la chute, sont disqualifiés tandis que les Italiens ont droit à une deuxième chance en finale A.
En finale, les Canadiens et les Américains commencent en tête, suivis par les Coréens qui prennent la première place vers la moitié de la course. Finalement, l'équipe de Corée du Sud bat le record olympique avec un temps de 6 min 43 s 376, obtenant une médaille d'or comme leurs compatriotes féminines. Les Canadiens franchissent la ligne d'arrivée quatre dixièmes de seconde plus tard, alors que les Américains finissent avec un retard de plusieurs secondes mais s'emparent tout de même de la troisième place. Suivent enfin les Italiens et les Chinois.

## Podiums

### Femmes
| Épreuve        | Or                                                                            | Argent                                                                                  | Bronze                                                                     |
| -------------- | ----------------------------------------------------------------------------- | --------------------------------------------------------------------------------------- | -------------------------------------------------------------------------- |
| 500 m          | Wang Meng                                                                     | Evgenia Radanova                                                                        | Anouk Leblanc-Boucher                                                      |
| 1 000 m        | Jin Sun-yu                                                                    | Wang Meng                                                                               | Yang Yang (A)                                                              |
| 1 500 m        | Jin Sun-yu                                                                    | Choi Eun-kyung                                                                          | Wang Meng                                                                  |
| Relais 3 000 m | Corée du Sud Byun Chun-sa Choi Eun-kyung Jin Sun-yu Kang Yun-mi Jeon Da-hye * | Canada Alanna Kraus Anouk Leblanc-Boucher Kalyna Roberge Tania Vicent Amanda Overland * | Italie Marta Capurso Arianna Fontana Katia Zini Mara Zini Cecilia Maffei * |

### Hommes
| Épreuve        | Or                                                                       | Argent                                                                                           | Bronze                                                           |
| -------------- | ------------------------------------------------------------------------ | ------------------------------------------------------------------------------------------------ | ---------------------------------------------------------------- |
| 500 m          | Apolo Ohno                                                               | François-Louis Tremblay                                                                          | Ahn Hyun-soo                                                     |
| 1 000 m        | Ahn Hyun-soo                                                             | Lee Ho-suk                                                                                       | Apolo Ohno                                                       |
| 1 500 m        | Ahn Hyun-soo                                                             | Lee Ho-suk                                                                                       | Li Jiajun                                                        |
| Relais 5 000 m | Corée du Sud Ahn Hyun-soo Song Suk-woo Seo Ho-jin Lee Ho-suk Oh Se-jong* | Canada Éric Bédard Charles Hamelin François-Louis Tremblay Mathieu Turcotte Jonathan Guilmette * | États-Unis Alex Izykowski John Paul Kepka Apolo Ohno Rusty Smith |

* A participé seulement à la demi-finale, reçoit une médaille.

## Médailles

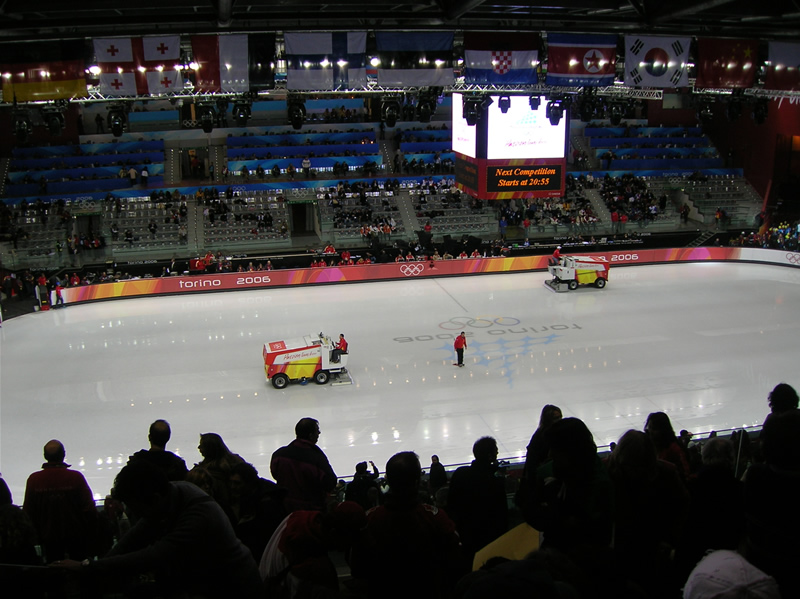
La Palavela de Turin en 2006.

| Place | Nation       |   |   |   | Total |
| ----- | ------------ | - | - | - | ----- |
| 1er   | Corée du Sud | 6 | 3 | 1 | 10    |
| 2e    | Chine        | 1 | 1 | 3 | 5     |
| 3e    | États-Unis   | 1 | 0 | 2 | 3     |
| 4e    | Canada       | 0 | 3 | 1 | 4     |
| 5e    | Bulgarie     | 0 | 1 | 0 | 1     |
| 6e    | Italie       | 0 | 0 | 1 | 1     |

## Records
Les Jeux olympiques de Turin se soldent par deux nouveaux records olympiques (le 1 000 mètres ayant été amélioré trois fois de suite) et aucun record du monde. Ce bilan est largement inférieur à celui des Jeux précédents, où deux records du monde et les six records olympiques ont été battus, en plus des temps établis sur le 1 500 m dont c'était la première apparition. Il est comparable celui des Jeux olympiques suivants, deux records olympiques ayant aussi été redéfinis à l'occasion.
| Date            | Épreuve                 | Athlète(s)                                                   | Performance    |
| --------------- | ----------------------- | ------------------------------------------------------------ | -------------- |
| 15 février 2006 | 1 000 m masculin        | Li Ye                                                        | 1 min 27 s 048 |
| 18 février 2006 | 1 000 m masculin        | Rusty Smith                                                  | 1 min 27 s 000 |
| 18 février 2006 | 1 000 m masculin        | Ahn Hyun-soo                                                 | 1 min 26 s 739 |
| 25 février 2006 | Relais 5 000 m masculin | Corée du Sud Ahn Hyun-soo Lee Ho-suk Seo Ho-jin Song Suk-woo | 6 min 43 s 376 |

## Postérité

### Affluence
Les Jeux olympiques de Turin attirent moins de visiteurs que ceux de Salt Lake City, tenus en 2002. De même, le nombre de bénévoles est à la baisse et n'atteint que deux tiers du total de bénévoles des Jeux de Nagano huit ans plus tôt. Plusieurs problèmes techniques et de communication sont à l'origine de cette affluence limitée : le prix élevé des billets vendus, leur mise en vente tardive sur les plates-formes en ligne, ou encore la médiatisation très tardive des Jeux auprès de la population italienne.
La patinoire peut accueillir 8 000 spectateurs en même temps. En moyenne, sur l'ensemble des épreuves qui s'y déroulent (patinage de vitesse sur piste courte et patinage artistique), on compte 6 000 billets vendus par jour. Au total, pour les deux épreuves réunies, 90 000 billets sont vendus pour les épreuves et 25 000 places pour les entraînements. D'après les organisateurs, la patinoire fait salle comble sur chacun des cinq jours de compétition.

### Réutilisation des infrastructures

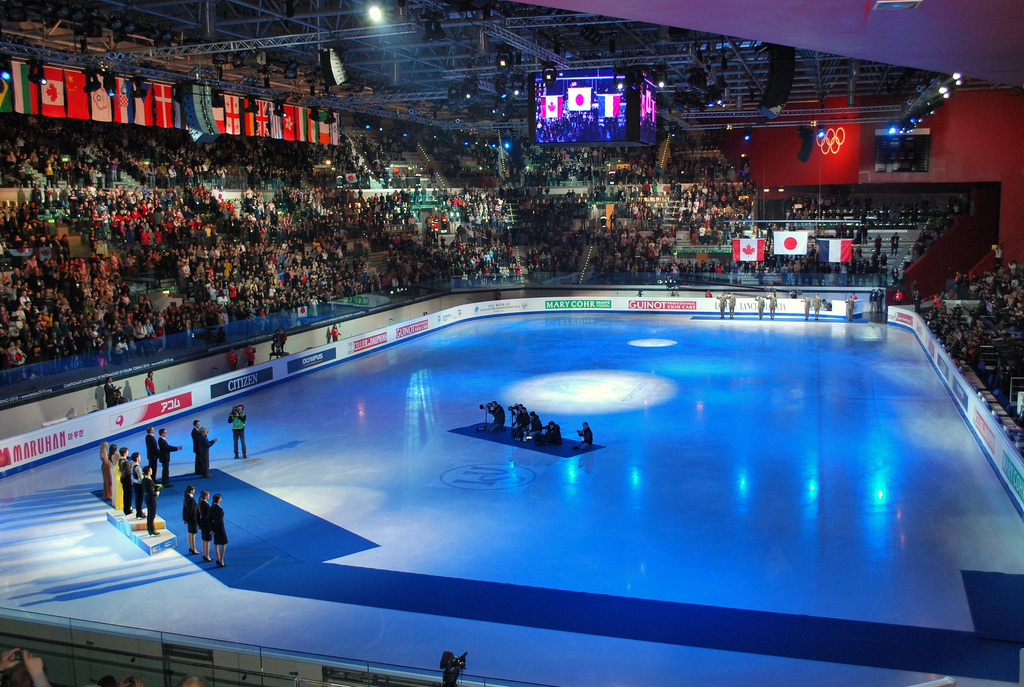
La patinoire pendant une remise des prix de patinage artistique en 2010.

La Palavela garde son usage de patinoire après les Jeux olympiques et continue à accueillir des manifestations sportives sur glace. En 2007, une manche de la Coupe du monde de patinage de vitesse sur piste courte y est organisée ; en 2010, c'est au tour des Championnats du monde de patinage artistique. D'autres compétitions y ont aussi lieu, comme le Championnat d'Europe de volley-ball masculin en 2015 ou le Championnat italien de billard en 2017.

### Notoriété des patineurs
Evgenia Radanova porte le drapeau bulgare lors de la cérémonie de clôture des Jeux, Han Yueshuang celui de Hong Kong, et Erika Huszar représente la Hongrie.
Aux Jeux olympiques de 2006, le patineur coréen Ahn Hyun-soo remporte trois médailles d'or et une de bronze, devenant le premier short-trackeur à gagner trois épreuves en une seule olympiade aux côtés de sa compatriote Jin Sun-yu. Apolo Ohno complète son palmarès des Jeux de 2002 avec deux bronzes et un or, puis annonce sa retraite sportive. Avec cinq médailles sur deux olympiades, il devient l'un des sportifs américains masculins les plus médaillés aux Jeux olympiques d'hiver et reçoit une reconnaissance officielle de la Chambre des représentants des États-Unis. Il sera toutefois de retour aux Jeux olympiques de 2010 où il continuera d'enrichir son palmarès olympique. Chez les femmes, Jin Sun-Yu remporte l'or au 1 000 mètres, 1 500 mètres et au relais avec l'équipe coréenne, tandis que seule Wang Meng casse l'hégémonie sud-coréenne avec l'or au 500 mètres.
Arianna Fontana est mise en avant pour sa médaille de bronze au relais féminin, la 100e de l'Italie aux Jeux olympiques. L'élément qui la différencie de ses coéquipières est son âge : 15 ans et 314 jours, ce qui en fait la plus jeune Italienne à remporter une médaille aux Jeux olympiques d'hiver.